# Calvert Watkins
Calvert Watkins (Pittsburgh, 13 marzo 1933 – Los Angeles, 20 marzo 2013) è stato un filologo classico e linguista statunitense.

## Biografia
Fu nominato Professore Emerito di Linguistica e di Filologia classica presso l'Università di Harvard ed anche “Professor-in-residence” alla UCLA (Università della California di Los Angeles).
La sua dissertazione di dottorato, Indo-European Origins of the Celtic Verb I. The Sigmatic Aorist (Dublin Institute for Advanced Studies, 1962), che ampiamente rifletteva l'approccio strutturalista di Jerzy Kuryłowicz, fu la base di un intero nuovo approccio alla linguistica comparativa delle lingue celtiche ed allo studio del sistema verbale delle lingue indoeuropee.
Watkins è ancora oggi ricordato per la pubblicazione del Indogermanische Grammatik III/1: Geschichte der Indogermanischen Verbalflexion (1969).  Il suo lavoro sul vocabolario e la poetica indoeuropea ha prodotto ad oggi un ampio numero di articoli pubblicati relativi (tra le altre cose) alle lingue celtiche, anatoliche, greca, italiche e indoiraniche, materiale poi utilizzato diffusamente nel successivo libro How to Kill a Dragon: Aspects of Indo-European Poetics (Oxford University Press, 1995).
Contribuì inoltre, nel suo ambito di competenza delle Lingue indoeuropee, alla prima edizione del The American Heritage Dictionary of the English Language, e pubblicò The American Heritage Dictionary of Indo-European Roots (ISBN 0-618-08250-6).
Watkins fu sposato con la sanscritista Stephanie Jamison.